# Gle Bateemeutudong
Gle Bateemeutudong är en kulle i Indonesien.   Den ligger i provinsen Aceh, i den västra delen av landet, 1 800 km nordväst om huvudstaden Jakarta. Toppen på Gle Bateemeutudong är 946 meter över havet, eller 428 meter över den omgivande terrängen. Bredden vid basen är 3,1 km.
Terrängen runt Gle Bateemeutudong är huvudsakligen lite bergig. Runt Gle Bateemeutudong är det glesbefolkat, med 9 invånare per kvadratkilometer. I omgivningarna runt Gle Bateemeutudong växer i huvudsak städsegrön lövskog.